# Linea Hankyū Minō
La  Linea Hankyū Minoo (阪急箕面線?, Mino-o sen) è una ferrovia delle Ferrovie Hankyū a scartamento ferroviario che collega le stazioni di Ishibashi a Ikeda e Minō, a Minō. La linea ha un interesse prevalentemente locale, e ad eccezione delle ore di punta, tutti i servizi sono locali e fermano in tutte le stazioni.

## Servizi
I treni fermano in tutte le stazioni della linea.

## Stazioni
| Stazione  | Giapponese      | Distanza (km) | Distanza dalla stazione precedente (km) | Collegamenti                       | Posizione |
| --------- | --------------- | ------------- | --------------------------------------- | ---------------------------------- | --------- |
| Ishibashi | 石橋駅 (大阪府) | -             | 0.0                                     | Linea principale Hankyū Takarazuka | Ikeda     |
| Sakurai   | 桜井駅 (大阪府) | 1.6           | 1.6                                     |                                    | Minō      |
| Makiochi  | 牧落駅          | 1.1           | 2.7                                     |                                    | Minō      |
| Minoo     | 箕面駅          | 1.3           | 4.0                                     |                                    | Minō      |